# Ladislav Krnáč
Ladislav Krnáč (10 maggio 1927 – 5 dicembre 2010) è stato un allenatore di pallacanestro e giornalista slovacco.

## Carriera
Ha guidato la Cecoslovacchia ai Campionati europei del 1961.